# August-Lösch-Ehrenring
Der August-Lösch-Ehrenring ist eine Auszeichnung, die von der Stadt Heidenheim an der Brenz in Erinnerung an August Lösch zwischen 1982 und 2000 „an eine international anerkannte Persönlichkeit für außerordentliche Leistungen auf dem Gebiet der Regionalwissenschaft“ vergeben wurde. Die Verleihung erfolgte anlässlich der August-Lösch-Tage in Heidenheim. Diese finden nicht mehr statt, der ursprünglich ebenfalls zu diesem Anlass vergebene August-Lösch-Preis für regionalwissenschaftliche Forschungsarbeiten wird aber weiterhin verliehen.

## Träger
- 1982: Wolfgang F. Stolper
- 1984: Leo H. Klaassen
- 1986: Torsten Hägerstrand
- 1988: Walter Isard
- 1992: Kazimierz Dziewoński
- 1998: Martin J. Beckmann
- 2000: Herbert Giersch[4]